# Renat Botet
Renat Botet (Orellà, Conflent, 1922 - Ceret, 23 de juny de 2012) va ser un dels estudiosos més prolífics de la llengua catalana a la Catalunya del Nord. És reconeguda la seva tasca com a professor, director teatral, dialectòleg i lexicògraf del català, condensada en gran part al Diccionari català-francès (2001) i el Vocabulari Rossellonès (1997). També és destacada la seva participació activa en l'elaboració de l'Atlas Linguistique des Pyrénées Orientales (ALPO).
L'escriptor nord-català Joan-Daniel Bezsonoff va qualificar-lo d'“home deliciós, amb un sentit de l'humor molt pagès i una erudició universitària”.

### Biografia

#### Primers anys
Fou el quart i darrer fill d'una família humil d'agricultors ramaders d'Orellà. Va internar al col·legi de Prada sense perdre contacte amb el camp, on tornava durant les vacances escolars per ajudar a la família. Davant la inexistència d'una càtedra de llengua catalana, Botet va seguir la carrera d'hispàniques a la Universitat de Montpeller i a la de Tolosa de Llenguadoc, on els doctors Joan Amade i Josep Sebastià Pons el van aproximar a la llengua i literatura castellanes i catalanes. La segona guerra mundial va interrompre els estudis quan va ser enviat a Alemanya, al Service du Travail Obligatoire (STO) per rescatar, sense èxit, el seu germà gran que hi havia anat abans.

#### Inici de l'activitat
En acabar la guerra va exercir de professor de primària al departament del Pirineu Oriental i, després, de secundària, a Besiers, Albi, Narbona i Perpinyà. Va ser en aquest període quan entrà el contacte amb el doctor Enric Guiter, autor de l'Atlas Linguistique des Pyrénées Orientales (ALPO), un atles lingüístic que pretenia recollir el parlar del Rossellonès mitjançant enquestes als parlants del territori. Botet va participar-hi enquestant 16 pobles del Conflent i el Vallespir entre el 1947 i el 1951.
Els següents anys va entrar a l'Acadèmia de Niça com a professor de castellà i, després de ser destinat a Lezignan, es va instal·lar definitivament a Ceret, al Liceu Déodat de Séverac i al Col·legi al que va fer donar el nom del seu mestre, Joan Amade.

### Activitat i aportacions

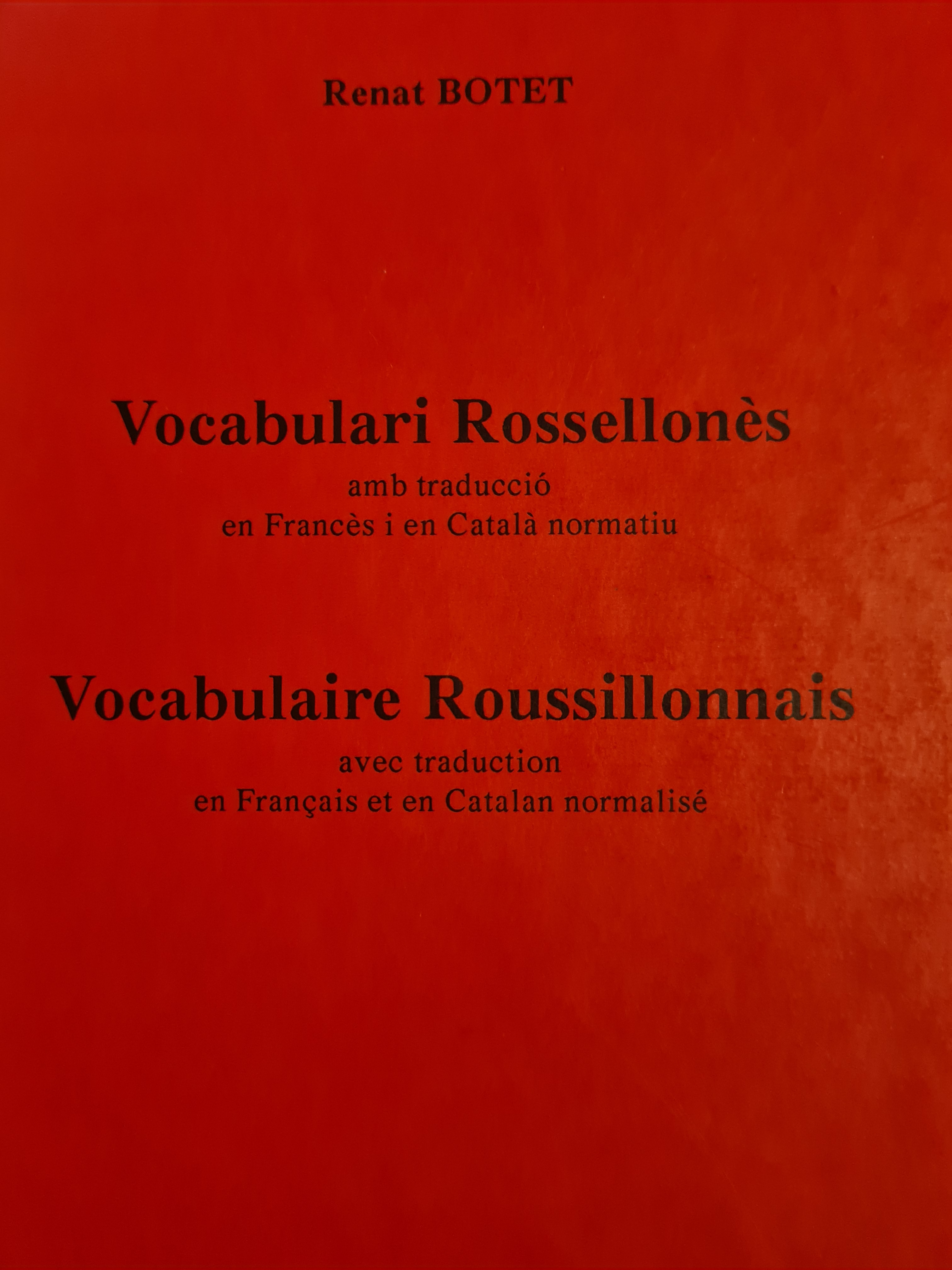
La portada del "Vocabulari Rossellonès" publicat per l'editorial Trabucaire

El 1922 va fundar l'Escola catalana de Ceret, oberta a tots els públics, on va ensenyar la llengua segons les normes ortogràfiques fixades per Pompeu Fabra. Alhora, fundà el grup teatral Font-Freda, que representaria, a Ceret i rodalia, obres del contista i autor de sainets i comèdies Pere Guisset, com La gossa d'en Pepet i La Mare-llenga. Les representacions tenien un rerefons pedagògic que buscava remarcar la importància de salvar la llengua i la cultura catalanes.
A banda de l'activitat teatral i la docència, dugué a terme moltes enquestes lingüístiques, recollint milers de fitxes que destinava a la preparació d'un diccionari general de la llengua amb citacions d'autors rossellonesos. El projecte s'inicià amb col·laboració del doctor Cristià Camps de la Universitat Paul-Valéry de Montpeller el 1994. Tres anys més tard, Botet va publicar el Vocabulari Rossellonès amb traducció en Francès i en Català normatiu, fruit d'anys de lectures i converses amb els pagesos, artesans i pescadors del país. El 2001 el Diccionari català-francès veuria la llum publicat per l'Enciclopèdia catalana. El 2007 es va editar el Dictionnaire français-catalan publicat per l'editorial nord-catalana El Trabucaire. Va tornar a col·laborar amb Camps en el Diccionari català-francès d'expressions, locucions i refranys (2006).

## Obres[3]
- Vocabulari Rossellonès / Vocabulaire Roussillonnais, (1997)
- Proverbis / Proverbes, (1998)
- Diccionari català-francès, (amb Cristià Camps, 2001)
- Dictionnaire français-catalan d'expressions, locutions et proverbes (amb Cristià Camps, 2006)
- Diccionari català-francès d'expressions, locucions i refranys (amb Cristià Camps, 2006)
- Dictionnaire français-catalan (amb Cristià Camps, 2007)